# Podosinki (obwód smoleński)
Podosinki (ros. Подосинки) – osiedle typu wiejskiego w zachodniej Rosji, w osiedlu wiejskim Borkowskoje rejonu diemidowskiego w obwodzie smoleńskim.

## Geografia
Miejscowość położona jest nad rzeką Jelsza, przy drodze regionalnej 66N-0506 (Prżewalskoje – Jewsiejewka), 1,5 km od centrum administracyjnego osiedla wiejskiego (Żeruny), 52,5 km od centrum administracyjnego rejonu (Diemidow), 100 km od stolicy obwodu (Smoleńsk), 60,5 km od granicy z Białorusią.
W granicach miejscowości znajdują się ulice: Centralnaja, Centralnyj pierieułok, Kłubnaja, Lesnaja, Mołodiożnaja.

## Demografia
W 2010 r. miejscowość zamieszkiwało 161 osób.

## Historia
W czasie II wojny światowej od lipca 1941 roku dieriewnia była okupowana przez hitlerowców. Wyzwolenie nastąpiło we wrześniu 1943 roku.